# Polistes satan
Polistes satan är en getingart som beskrevs av Joseph Charles Bequaert 1940.
Polistes satan ingår i släktet pappersgetingar och familjen getingar. Inga underarter finns listade i Catalogue of Life.